# Cytisus grandiflorus
Cytisus grandiflorus är en ärtväxtart som först beskrevs av Felix de Silva Avellar Brotero, och fick sitt nu gällande namn av Dc.. Cytisus grandiflorus ingår i släktet kvastginster, och familjen ärtväxter.

## Underarter
Arten delas in i följande underarter:
- C. g. barbarus
- C. g. grandiflorus
- C. g. haplophyllus

## Bildgalleri

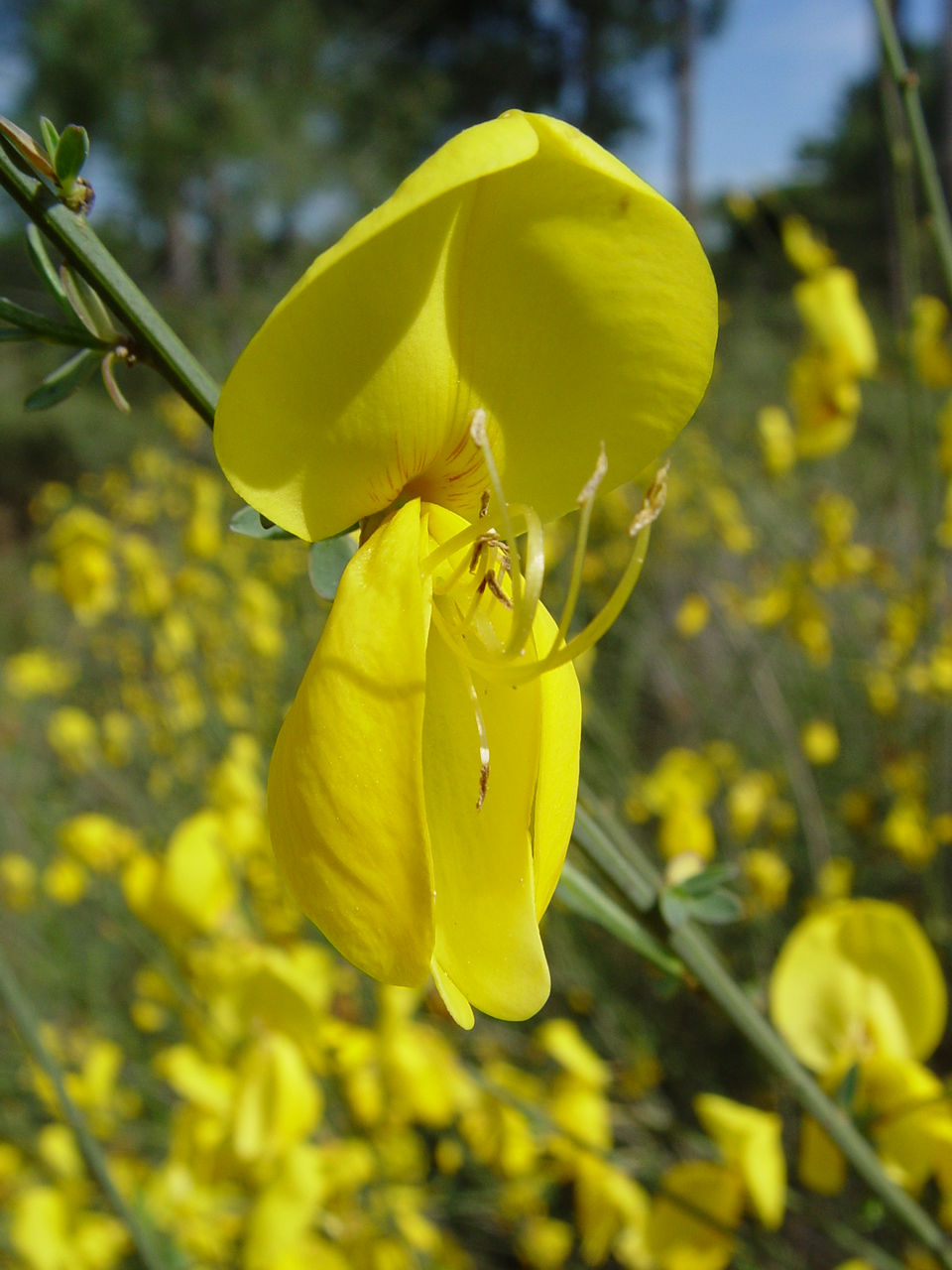